# Warszawska Kasa Przezorności i Pomocy dla Literatów i Dziennikarzy
Warszawska Kasa Przezorności i Pomocy dla Literatów i Dziennikarzy (także Kasa Literacka) – polska organizacja samopomocowa zrzeszająca pisarzy i dziennikarzy (jako pierwsza w zaborze rosyjskim). Funkcjonowała w latach 1899-1953 w Warszawie.

## Historia
Kasa Literacka powstała z inicjatywy redaktorów warszawskich gazet: Franciszka Nowodworskiego i Stanisława Libickiego. Została zatwierdzona 14 lutego 1899, a jej pierwszym prezesem został Henryk Sienkiewicz. Do zadań statutowych organizacji należało bronienie interesów grupy zawodowej, udzielanie pożyczek i zapomóg oraz prowadzenie funduszu oszczędnościowego. Kasa organizowała również spotkania autorskie, wieczory dyskusyjne i inne wydarzenia kulturalne. Zajmowała się również prowadzeniem zbiórek oraz pracą oświatową, a także udzielała stypendiów i wyznaczała nagrody. W 1900 staraniem organizacji ukazała się zbiorowa książka pt. Sami sobie.
Członkami Kasy byli m.in. Ignacy Baliński, Ignacy Chrzanowski, Zdzisław Dębicki, Jan Gadomski, Henryk Galle, Jan Aleksander Karłowicz, Stanisław Aleksander Kempner, Tadeusz Korzon, Jan Lorentowicz, Ignacy Matuszewski, Julian Ochorowicz, Władysław Reymont, Wacław Rogowicz oraz Julian Święcicki.